# Грую (комуна)
Грую (рум. Gruiu) — комуна у повіті Ілфов в Румунії. До складу комуни входять такі села (дані про населення за 2002 рік):
- Грую (1887 осіб)
- Ліпія (2344 особи)
- Сіліштя-Снаговулуй (2284 особи)
- Шанцу-Флорешть (640 осіб)

Комуна розташована на відстані 33 км на північ від Бухареста, 114 км на південний схід від Брашова.

## Населення
За даними перепису населення 2002 року у комуні проживали 7155 осіб.
Національний склад населення комуни:
| Національність   | Кількість осіб | Відсоток |
| ---------------- | -------------- | -------- |
| румуни           | 7105           | 99,3%    |
| цигани           | 38             | 0,5%     |
| угорці           | 4              | 0,1%     |
| росіяни-липовани | 1              | < 0,1%   |
| болгари          | 1              | < 0,1%   |
| поляки           | 1              | < 0,1%   |
| італійці         | 1              | < 0,1%   |

Рідною мовою назвали:
| Мова       | Кількість осіб | Відсоток |
| ---------- | -------------- | -------- |
| румунська  | 7139           | 99,8%    |
| циганська  | 6              | 0,1%     |
| угорська   | 3              | < 0,1%   |
| італійська | 3              | < 0,1%   |
| російська  | 1              | < 0,1%   |
| польська   | 1              | < 0,1%   |

Склад населення комуни за віросповіданням:
| Релігія        | Кількість осіб | Відсоток |
| -------------- | -------------- | -------- |
| православні    | 7060           | 98,7%    |
| адвентисти     | 32             | 0,4%     |
| лютерани       | 18             | 0,3%     |
| бретрени       | 15             | 0,2%     |
| римо-католики  | 11             | 0,2%     |
| п'ятдесятники  | 8              | 0,1%     |
| греко-католики | 5              | 0,1%     |
| реформати      | 2              | < 0,1%   |
| мусульмани     | 1              | < 0,1%   |
| атеїсти        | 1              | < 0,1%   |